# Izvor (metrostation)
Izvor is een metrostation in Boekarest, dat bediend wordt door metrolijn 1 en metrolijn 3. Het station werd geopend op 16 november 1979. Izvor ligt onder andere dicht bij het Parlementspaleis, de Cișmigiutuinen en de Gheorghe Lazărschool, op de rechteroever van de Dâmbovița. De dichtstbijzijnde stations zijn Piața Unirii en Eroilor.
Van Dristor 2 tot Pantelimon:
Dristor 2 · Piața Muncii · Iancului · Obor · Ştefan cel Mare · Piața Victoriei · Gara de Nord 1 · Basarab · Crângaşi · Semănătoarea · Grozăveşti · Eroilor · Izvor · Piaţa Unirii · Timpuri Noi · Mihai Bravu · Dristor 1 · Nicolae Grigorescu · Titan · Costin Georgian · Republica · Pantelimon